# フランツ・ローゼンツヴァイク

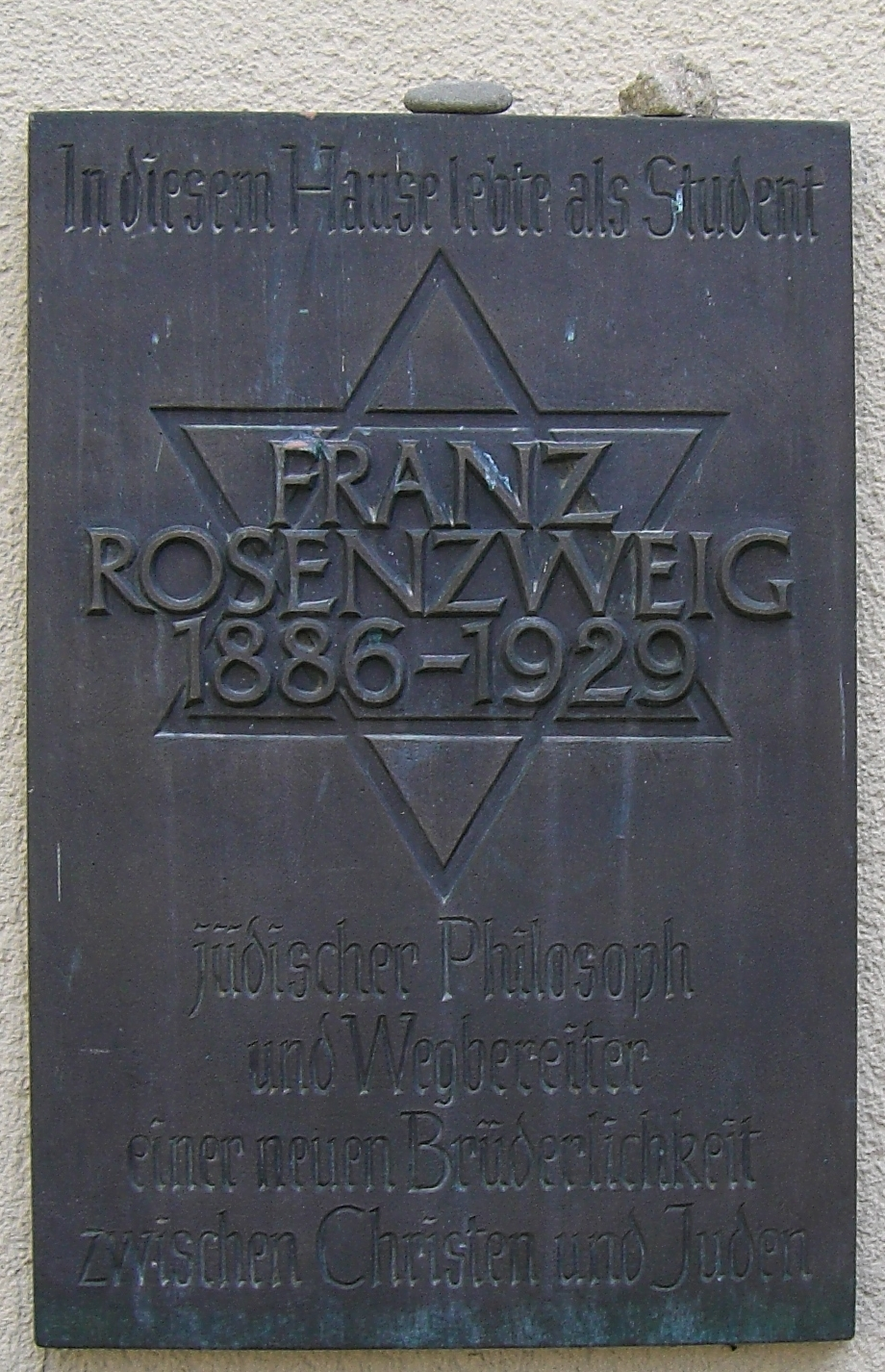
フライブルクにあるローゼンツヴァイクの記念碑

フランツ・ローゼンツヴァイク（Franz Rosenzweig，1886年12月25日 - 1929年12月10日）は、ドイツ生まれのユダヤ人哲学者。

## 経歴
カッセルで、ドイツ文化に同化したユダヤ人家族に生まれた。ギムナジウムで学んだ後、ゲッティンゲン大学、ミュンヘン大学にて医学を学んだが、医学への関心は失せ、フライブルク大学にて、フリードリヒ・マイネッケのもとでと歴史学を、ハインリヒ・リッケルトのもとで哲学を学んだ。1912年にマイネッケの指導のもと、ヘーゲルにおける政治哲学と歴史理論に関する博士論文を提出した。これは1920年の著書『ヘーゲルと国家』（Hegel und der Staat）第一部に対応するものである。
博士論文を書き終えた頃を境にして、ローゼンツヴァイクはドイツ観念論に顕著である近代西洋の合理主義哲学に疑問を抱くようになり、宗教に関心を移した。しかし、当初研究したのはユダヤ教ではなく、キリスト教であったのだが、これは自身が一時的ではあるがキリスト教に改宗しようとしていたことによる。しかし思いとどまり、1913年にはユダヤ人として生きることを決意した。そのままベルリンにとどまり、1914年にユダヤ教学アカデミーでヘルマン・コーエンの講義を聞いた。この時期のユダヤ思想研究は、第一次世界大戦のために中断し、自ら志願して軍隊へ入り、初め看護師として動員され、次に下士官としてバルカン戦線へ動員される。1918年塹壕のなかで霊感体験を得て、それを綴ったものが後にまとめられたものが、1921年の主著『救済の星』（Der Stern der Erlösung）である。
戦争終了後、マイネッケはローゼンツヴァイクを大学教員にしようと働きかけたが、ローゼンツヴァイクはこれを拒否した。タルムード研究に集中しながら、1920年にはユダヤ人教育のための機関自由ユダヤ学舎を設立した。この機関には、マルティン・ブーバー、ゲルショム・ショーレム、エーリヒ・フロム、レオ・レーヴェンタール、レオ・シュトラウス、カール・ラインホルトら錚々たる人物が講師として参加した。こうした研究の最中に筋萎縮性側索硬化症を患い、1922年には書くことも、話すこともままならない状態にまでなったが、妻の口述筆記などで執筆活動を続けた。さらに、ブーバーと共同でミクラー（キリスト教徒の言う「旧約聖書」）の新しいドイツ語訳に着手する。しかし、その壮大な計画の成就をローゼンツヴァイクは見ることなく、1929年にフランクフルト・アム・マインで亡くなった。今際のとき、ローゼンツヴァイクは妻にしか分からないサインで、「もう終わりが来る、眠りの中で本当に主があらわれてくださった。終わりが…」と伝え、息を引き取った。

## 思想
- ローゼンツヴァイクはヘーゲル哲学（特にヘーゲルの歴史哲学、国家論）の批判的検討をした。ヘーゲル歴史哲学のキリスト教的＝近代的歴史（確実に完成に近づくような歴史）、全体性の歴史を強く批判し、歴史とは有機体的な、不完全な歴史であると主張した。

- ヘーゲル的歴史に外付けられた民族としてのユダヤ民族を非時間性の歴史を持つものとして定義し、そこから救済の歴史（救済は常に未来のものなので歴史を持つことはないが）、メシア的なものの（ユダヤ教ではメシアは未だ到来していない）歴史、非時間性の歴史を展開した。彼は二契約神学の主唱者である。

## 救済の星

A representation of Rosenzweig's Star of Redemption

## 著作
- Der Mensch und sein Werk. Gesammelte Schriften I-IV, Den Haag 1976 ff.
  - Bd. I, 1 und I, 2: Briefe und Tagebücher
  - Bd. II: Der Stern der Erlösung
  - Bd. III: Zweistromland. Kleinere Schriften
  - Bd. IV, 1: Sprachdenken im Übersetzen (Hymnen und Gedichte des Jehuda Halevi)
  - Bd. IV, 2: Sprachdenken im Übersetzen (Arbeitspapiere zur Verdeutschung der Schrift)

- Hegel und der Staat, 2 Bde. (1920), Aalen 1962
- Der Stern der Erlösung (1921), Frankfurt a.M. 1988（『救済の星』村岡晋一ほか訳、みすず書房、2009年。）

## 関連思想家
- マルティン・ハイデッガー
- ヘルマン・コーエン
- マルティン・ブーバー
- エマニュエル・レヴィナス
- ヴァルター・ベンヤミン
- ゲルショム・ショーレム
- イェフダ・ハレヴィ